# Piet Fransen (Groningen)

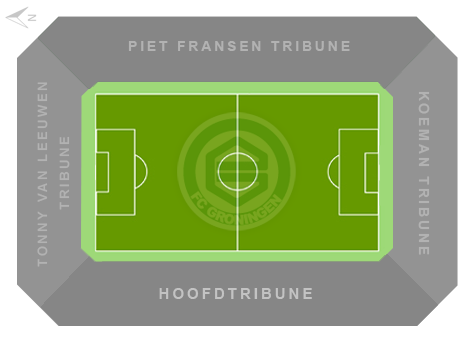
Piet Fransen tribune in de Euroborg

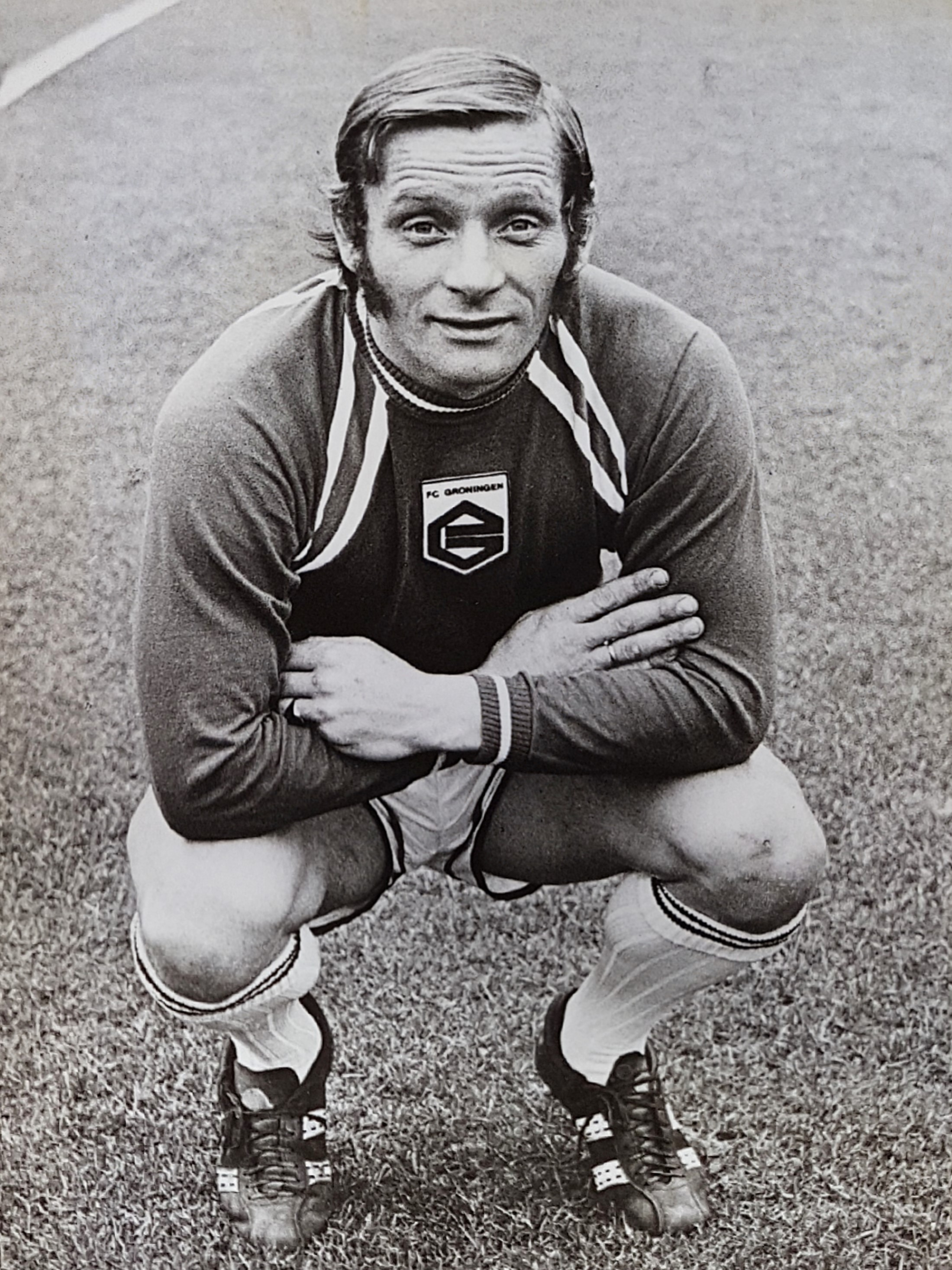

Petrus Jan ("Piet") Fransen (Groningen, 5 juli 1936 – aldaar, 2 augustus 2015) was een Nederlands profvoetballer. Hij begon zijn voetballoopbaan bij Velocitas.
Piet Fransen wordt Mr. FC Groningen genoemd, een bijnaam die hij deelt met Jan van Dijk. Mr. GVAV zou voor Fransen logischer zijn geweest.

## Loopbaan
In zijn carrière kwam Fransen achtereenvolgens uit voor Velocitas, GVAV, Feijenoord, FC Groningen, ACV en Gronitas. Hij maakte op 25 oktober 1964 zijn debuut in het Nederlands Elftal in de WK-kwalificatiewedstrijd tegen Albanië.  Hij kwam daarna nog vijf keer uit voor Oranje. In de oefenwedstrijd tegen Israël maakt Fransen het enige doelpunt.  In de zomer van 1965 maakte Fransen de overstap naar Feyenoord . Met deze ploeg kwam hij in september 1965 uit in de Europacup I tegen Real Madrid. Na een thuisoverwinning van 2–1 werd Feijenoord in het Madrileense Bernabéustadion met 5–0 verslagen. Naast zijn voetbalcarrière was hij melkboer in de Groningse wijken Laanhuizen, Oosterparkwijk en in Helpman.
Fransen woonde tot aan zijn dood met zijn vriendin in een appartement aan de Zaagmuldersweg in de Oosterparkwijk op een korte afstand van waar het voormalige stadion van FC Groningen stond, het Oosterpark. Zijn grootste hobby was het houden van duiven, wat volgens eigen zeggen een dagelijkse bezigheid was.
Fransen overleed op 79-jarige leeftijd. Op de dag van zijn overlijden speelde zijn FC Groningen voor het eerst om de Johan Cruijff Schaal, de wedstrijd werd met 3-0 van PSV verloren. FC Groningen speelde in Amsterdam met rouwbanden en voorafgaand aan de wedstrijd werd een minuut stilte in acht genomen.

## Onderscheidingen

##### Piet Fransenlaan
In november 2007 werd een straat naar hem vernoemd. De straat bevindt zich in het midden van het Groningse gebied De Velden, dat op zijn beurt gelegen is op de plaats van het Oosterparkstadion in de Oosterparkwijk. Een straatnamencommissie, bestaande uit o.a. Dick Heuvelman (sportverslaggever) en Jos Leuvenkamp (FC‑archivaris), kwam tot deze keuze wegens zijn grote betekenis als voetballer voor de stad Groningen.

##### Erepenning
Op 4 juni 2009 kreeg Fransen een erepenning overhandigd van de Groningse commissaris der koningin Max van den Berg. Dit gebeurde tijdens een receptie, die in de Euroborg werd gehouden voor de toen 72-jarige Fransen. Hij was op dat moment vijftig jaar actief voor FC Groningen en GVAV.

## Afscheid en tribunenaam
Op 4 augustus 2011 nam Fransen officieel afscheid als medewerker bij FC Groningen. In een afscheidsreceptie werd in het stadion van FC Groningen, Euroborg, als eerbetoon bekendgemaakt dat de oostzijde van het stadion – de lange zijde tegenover de hoofdtribune, voortaan de Piet Fransen Tribune zou heten. Fransen gaf aan erg blij met de onderscheiding te zijn en hoopte dat er ook een tribune vernoemd zou worden naar wijlen Tonny van Leeuwen, met wie Fransen buiten het veld destijds nauwe banden had. Op 23 oktober 2011, voorafgaand aan de wedstrijd tegen FC Twente, werd de naam op de tribune onthuld.

## Carrièrestatistieken
| Seizoen         | Club            | Land            | Competitie       | Competitie | Competitie | Beker | Beker | Internationaal | Internationaal | Overig | Overig | Totaal | Totaal |
| Seizoen         | Club            | Land            | Competitie       | Wed.       | Dlp.       | Wed.  | Dlp.  | Wed.           | Dlp.           | Wed.   | Dlp.   | Wed.   | Dlp.   |
| --------------- | --------------- | --------------- | ---------------- | ---------- | ---------- | ----- | ----- | -------------- | -------------- | ------ | ------ | ------ | ------ |
| 1952/53         | Velocitas       | Nederland       | Tweede klasse    | –          | –          | –     | –     | 0              | 0              | 0      | 0      | –      | –      |
| 1953/54         | Velocitas       | Nederland       | Tweede klasse    | –          | –          | –     | –     | 0              | 0              | 0      | 0      | –      | –      |
| 1954/55         | Velocitas       | Nederland       | Tweede klasse    | –          | –          | –     | –     | 0              | 0              | 0      | 0      | –      | –      |
| 1955/56         | Velocitas       | Nederland       | Eerste klasse A  | –          | 3          | –     | –     | 0              | 0              | 0      | 0      | –      | 3      |
| 1956/57         | Velocitas       | Nederland       | Tweede divisie A | –          | 8          | –     | 0     | 0              | 0              | 0      | 0      | –      | 8      |
| 1957/58         | GVAV            | Nederland       | Eredivisie       | 34         | 4          | 0     | 0     | 0              | 0              | 1      | 0      | 35     | 4      |
| 1958/59         | GVAV            | Nederland       | Eerste divisie B | 28         | 3          | 1     | 0     | 0              | 0              | 0      | 0      | 29     | 3      |
| 1959/60         | GVAV            | Nederland       | Eerste divisie A | 30         | 3          | –     | –     | 0              | 0              | 0      | 0      | 30     | 3      |
| 1960/61         | GVAV            | Nederland       | Eredivisie       | 33         | 16         | 4     | 5     | 0              | 0              | 0      | 0      | 37     | 21     |
| 1961/62         | GVAV            | Nederland       | Eredivisie       | 33         | 7          | 0     | 0     | 0              | 0              | 0      | 0      | 33     | 7      |
| 1962/63         | GVAV            | Nederland       | Eredivisie       | 30         | 8          | 1     | 2     | 0              | 0              | 0      | 0      | 31     | 10     |
| 1963/64         | GVAV            | Nederland       | Eredivisie       | 31         | 4          | 1     | 0     | 0              | 0              | 0      | 0      | 32     | 4      |
| 1964/65         | GVAV            | Nederland       | Eredivisie       | 31         | 4          | 1     | 0     | 0              | 0              | 0      | 0      | 32     | 4      |
| 1965/66         | Feijenoord      | Nederland       | Eredivisie       | 28         | 4          | 1     | 0     | 8              | 1              | 0      | 0      | 37     | 5      |
| 1966/67         | Feijenoord      | Nederland       | Eredivisie       | 12         | 2          | 0     | 0     | 0              | 0              | 0      | 0      | 12     | 2      |
| 1966/67         | GVAV            | Nederland       | Eredivisie       | 17         | 1          | 1     | 0     | 0              | 0              | 0      | 0      | 18     | 1      |
| 1967/68         | GVAV            | Nederland       | Eredivisie       | 33         | 6          | 2     | 1     | 6              | 2              | 0      | 0      | 41     | 9      |
| 1968/69         | GVAV            | Nederland       | Eredivisie       | 33         | 4          | 3     | 0     | 0              | 0              | 0      | 0      | 36     | 4      |
| 1969/70         | GVAV            | Nederland       | Eredivisie       | 23         | 0          | 3     | 0     | 4              | 4              | 0      | 0      | 30     | 4      |
| 1970/71         | GVAV            | Nederland       | Eerste divisie   | 35         | 6          | 4     | 0     | 0              | 0              | 0      | 0      | 39     | 6      |
| 1971/72         | FC Groningen    | Nederland       | Eredivisie       | 32         | 3          | 2     | 0     | 0              | 0              | 0      | 0      | 34     | 3      |
| 1972/73         | FC Groningen    | Nederland       | Eredivisie       | 33         | 2          | 1     | 0     | 0              | 0              | 0      | 0      | 34     | 2      |
| Carrière totaal | Carrière totaal | Carrière totaal | Carrière totaal  | 496*       | 88*        | 25*   | 8     | 18             | 7              | 1      | 0      | 538*   | 103*   |

## Erelijst
GVAV
| Nationaal      |    |         |
| Eerste divisie | 1x | 1959/60 |

## Trivia
Piet Fransen moet niet verward worden met de gelijknamige profvoetballer uit het Noord-Brabantse Vlierden.